# فيليبي مارتينز (لاعب كرة قدم)
فيليبي مارتينز (بالبرتغالية: Felipe Campanholi Martins‏) هو لاعب كرة قدم برازيلي في مركز الوسط، ولد في 30 سبتمبر 1990 في Engenheiro Beltrão ‏ في البرازيل. لعب مع إمباكت مونتريال ونادي بادوفا ونادي فولن ونادي فينترتور ونادي لوغانو ونيويورك ريد بولز.

## وصلات خارجية
- فيليبي مارتينز (لاعب كرة قدم) على موقع الدوري الأمريكي (الإنجليزية)
- فيليبي مارتينز (لاعب كرة قدم) على موقع قاعدة بيانات كرة القدم.إي يو (الإنجليزية)
- فيليبي مارتينز (لاعب كرة قدم) على موقع Soccerway.com (الإنجليزية)
- فيليبي مارتينز (لاعب كرة قدم) على موقع عالم كرة القدم.نت (الإنجليزية)
- فيليبي مارتينز (لاعب كرة قدم) على موقع AS.com (الإسبانية)